# Harlowton
Harlowton – miasto w Stanach Zjednoczonych, w stanie Montana, siedziba administracyjna hrabstwa Wheatland.